# NGC 675
NGC 675 (другие обозначения — UGC 1273, MCG 2-5-41, ZWG 437.37, PGC 6665) — галактика в созвездии Овен. Открыта Льюисом Свифтом в 1886 году. Описание Дрейера: «очень тусклый, маленький объект круглой формы, немного более яркий в середине, юго-западный из двух». «Второй объект» — NGC 677.
Этот объект входит в число перечисленных в оригинальной редакции «Нового общего каталога».